# Réunionpetrell
För Pseudobulweria aterrima, se maskarenpetrell.
Réunionpetrell (Pterodroma baraui) är en starkt hotad fågel i familjen liror inom ordningen stormfåglar som häckar på öar i Indiska oceanen.

## Utseende
Réunionpetrell är en medelstor grå-och-vit Pterodroma-petrell. Pannan är vit, medan hättan svart som diffust går över bakåt mot den gråbruna ryggen och vingen. Blekare vingspetsar ger ett fjälligt intryckt. Undertill är den vit men gråfläckig på bröst och sidor. Undervingen är även den vit med svart kant och spets. Den svarta hättan, vita undersidan och distinkta teckningen på undersidan av vingarna skiljer den från andra petreller i Indiska oceanen.

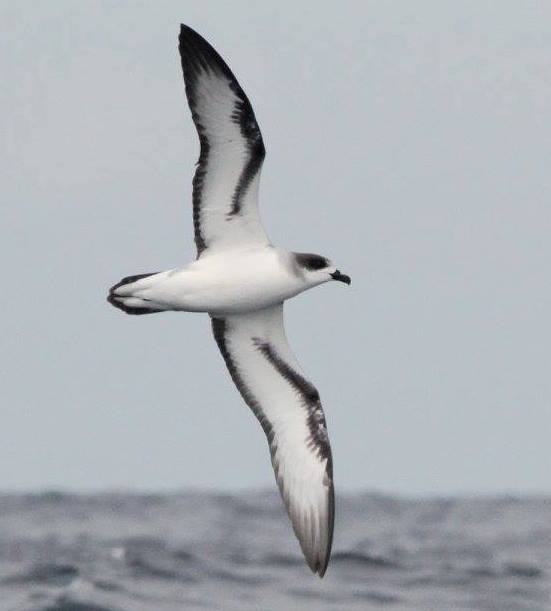
Réunionpetrell fotograferad utanför Durban i Sydafrika.

## Utbredning och ekologi
Réunionpetrellen häckar i inlandet på ön Réunion i sydöstra Indiska oceanen, på vulkansluttningar på mellan 2500 och 2800 meter över havet. Utanför häckningssäsongen lever den pelagiskt och har observerats tillfälligt västerut i närmast liggande Mauritius, Madagaskar och Sydafrika men också österut till Australien och Indonesien och norrut till Sri Lanka. Réunionpetrellen placeras sitt bo i utgrävda hålor i marken men i övrigt är mycket kring dess häckningsbiologi okänt och även dess pelagiska utbredning är okänd.

## Hot och status
Réunionpetrellen har minskat kraftigt i antal till följd av illegal jakt på 1990-talet. Även om den negativa trenden stannat av är populationen och häckningsområdet mycket begränsade och båda minskar i omfattning fortfarande. IUCN kategoriserar därför arten som starkt hotad  De främsta hoten idag är introducerade predatorer som katt och råtta men de är också mycket känsliga för ljusförorening som får främst de flygga ungarna att flyga fel och förolyckas. Världspopulationen uppskattas till 30.000-40.000 vuxna individer.

## Namn
Artens vetenskapliga namn hedrar Charles Armand Barau (1921-1989), fransk affärsman, landägare på La Réunion och naturforskare. Tidigare kallades den baraupetrell eller Baraus petrell även på svenska, men tilldelades 2024 ett mer informativt namn av BirdLife Sveriges taxonomikommitté.